# Куріпка білощока

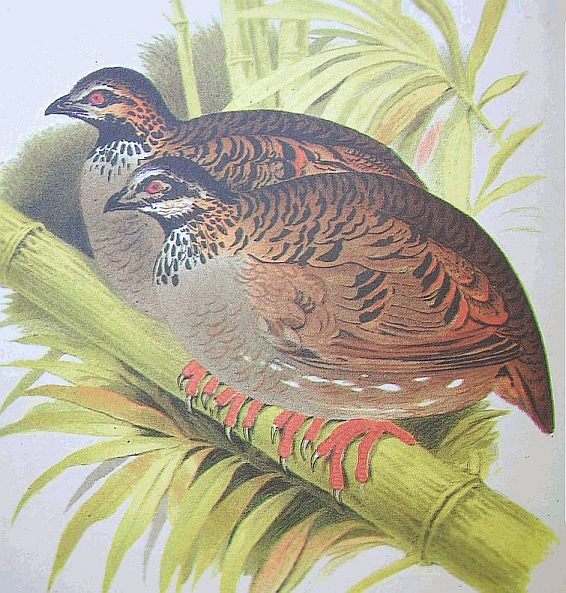
Білощокі куріпки

Курі́пка білощока (Arborophila atrogularis) — вид куроподібних птахів родини фазанових (Phasianidae). Мешкає в Південно-Східній Азії.

## Поширення і екологія
Білощокі куріпки мешкають у Північно-Східній Індії, на північному сході Бангладеш, в М'янмі та китайській провінції Юньнань (в повіті Інцзян, на захід від річки Салуїн). Вони живуть у підліску рівнинних і гірських вологих тропічних лісів, в бамбукових заростях, на полях і пасовищах. Зустрічаються на висоті від 610 до 1220 м над рівнем моря (в Індії на висоті до 750 м над рівнем моря).

## Збереження
МСОП класифікує стан збереження цього виду як близький до загрозливого. Чисельність популяції невідома, однак білощоких куріпок описують як рідкісних у Китаї, широко поширених в Індії і поширених у М'янмі. Їм загрожує знищення природного середовища, а також полювання.